# Me vestiré de medianoche
Me vestiré de medianoche (título original: I Shall Wear Midnight) es la 38.ª novela de la saga de Mundodisco de Terry Pratchett, publicada en septiembre de 2010. Esta es la quinta novela dirigida principalmente a jóvenes adultos, y la cuarta novela que tiene a Tiffany Aching como protagonista. Ganó el premio Andre Norton de ciencia ficción y fantasía para jóvenes de 2011.

## Argumento
Con casi dieciséis años, Tiffany Dolorido ya es una bruja en pleno derecho. Ha pasado varios años estudiando con brujas veteranas y ahora ejerce su oficio sola en su tierra natal. Como bruja de la creta, lleva a cabo esas partes de la brujería que no son nada divertidas ni glamurosas, que no tienen nada que ver con varitas y de las que rara vez se oye hablar: hace el vulgar trabajo de cuidar a los necesitados. Pero alguien, o algo, está fomentando el miedo, inculcando oscuras ideas contra las brujas y resucitando rumores muy desagradables sobre ellas. Con la ayuda de sus diminutos aliados azules, los nac mac feegles, Tiffany deberá encontrar el origen de este malestar y derrotar al mal.